# Insurreição jihadista na Tunísia
A insurreição islamista na Tunísia ou insurgência jihadista na Tunísia  foi um conflito armado que opõe, desde 2012, o governo da Tunísia aos grupos jihadistas salafistas.
No que se refere a atividade militante e terrorista do ramo do Estado Islâmico na Tunísia, esta teria inicio no verão de 2015, com os ataques de Sousse, embora um incidente terrorista anterior no Museu Nacional do Bardo em março de 2015 fosse reivindicado pelo Estado Islâmico, enquanto o governo da Tunísia responsabilizou a Brigada Okba Ibn Nafaa. Na sequência de pesados confrontos fronteiriços próximos a Ben Gardane em março de 2016, a atividade do grupo Estado Islâmico foi descrita como insurgência armada, devido a mudança das táticas anteriores de ataques suicidas esporádicos a tentativas de obter controle territorial.

## Desenvolvimento

### Formação de grupos jihadistas na Tunísia
Em fevereiro de 2011, a Revolução Tunisiana derrubou o presidente Zine el-Abidine Ben Ali. Entre os diversos oponentes políticos que deixaram as prisões do regime, os salafistas jihadistas se organizaram muito rapidamente.  Em abril de 2011, foi fundado o grupo Ansar al-Sharia, liderado por Abou Iyadh. Próximo da al-Qaeda, este último reivindica ações não violentas e pregações ao afirmar que "a Tunísia não é uma terra de jihad". Aproveitou a fraqueza do Estado para estabelecer ações econômicas e sociais e operações de caridade em favor das populações mais pobres.
Depois de 2011, milhares de jihadistas tunisianos também partiram para combater na Síria e na Líbia. Assim, durante a Segunda Guerra Civil Líbia, de acordo com um relatório do Instituto de Washington para a Política do Oriente Próximo publicado em janeiro de 2018, os tunisianos formam a grande maioria dos combatentes estrangeiros do Estado Islâmico na Líbia com 1 500 indivíduos. Segundo várias estimativas, cerca de 3.000 a 6.000 tunisianos também se juntaram a grupos jihadistas na Síria.    Na Líbia assim como na Síria, a Tunísia constitui o primeiro contingente de voluntários estrangeiros dentro do Estado Islâmico.
Em 2012, baseado na Argélia, a al-Qaeda no Magrebe Islâmico (AQMI) aproveitou a hesitação pós-revolucionária para se estabelecer na Tunísia. A katiba Okba Ibn Nafaa é fundada e se torna o ramo tunisino da AQMI, da qual Lokman Abou Sakhr assume o comando. Os jihadistas se instalam principalmente próximo da fronteira com a Argélia, e especialmente no Djebel Chambi.
Segundo Matt Herbert, pesquisador da Fundação Carnegie para a Paz Internacional: “O fato de se tratar de uma fronteira também é um aspecto muito importante. Os jihadistas a utilizam para escapar das patrulhas e receber apoio logístico, incluindo armas. Segundo um relatório do International Crisis Group, as taxas sobre os traficantes locais são uma fonte de financiamento. Finalmente, a região está enfrentando, como todas as outras do interior da Tunísia, grandes dificuldades econômicas. A AQMI ganhou parte de seus apoiadores graças ao dinheiro. Em uma região onde o desemprego é massivo, alguns podem ter assumido o risco de vender bens e serviços a esses grupos.”
Em 2014, alguns combatentes da katiba Okba Ibn Nafaa se separaram e fundaram o grupo Djound al-Khilafa, que jura lealdade ao Estado Islâmico. A AQMI estava então ativa principalmente na província de Jendouba, enquanto o Estado Islâmico estava presente na província de Sidi Bouzid e na província de Kasserine. Os dois grupos são constituídos principalmente por tunisianos. Suas estratégias diferem, no entanto, de acordo com Matt Herbert: "Okba Ibn Nafaa evita ataques contra civis a fim de não colocar a população contra si, enquanto que Jund Al-Khilafa os tornou um alvo para intimidá-los e impedi-los de cooperar com as forças de segurança."

## Ataques jihadistas de 2012 a 2016
Em 14 de setembro de 2012, em resposta ao filme Innocence of Muslims, mil manifestantes invadiram a embaixada estadunidense em Túnis, incendiando dois de seus edifícios e hasteando a bandeira negra dos salafistas jihadistas. A manifestação foi finalmente dispersada pelo exército; a violência resultou em cinco mortos e pelo menos 28 feridos. Suspeito de provocar o ataque, o chefe do Ansar al-Sharia, Abou Iyadh, desmente, mas depois passa à clandestinidade.
No final de 2012, os primeiros confrontos entre as forças de segurança da Tunísia e a katiba Okba Ibn Nafaa da al-Qaeda no Magrebe Islâmico, eclodiram em Jebel Chambi.
Em 6 de fevereiro de 2013, Chokri Belaïd, secretário-geral do Partido Unificado dos Patriotas Democráticos, um partido tunisiano de esquerda, foi morto a tiros em frente à sua casa. Meses depois, em 25 de julho de 2013, Mohamed Brahmi, um líder nacionalista de esquerda, também seria assassinado. Essas mortes provocam uma grave crise política na Tunísia: dezenas de milhares de pessoas tomam às ruas e acusam o Ennahdha, o partido islamita então no poder, de ser parcialmente responsável pela morte dos principais líderes da oposição.
Em abril de 2013, o exército tunisiano começou a realizar operações militares contra os jihadistas no Djebel Chambi. Dezesseis soldados e gendarmes foram feridos na região entre o final de abril e início de maio. O governo passou então a acusar o Ansar al-Sharia de estar ligado aos jihadistas de Djebel Chambi, o que o grupo nega. Até então acusado de negligência, o Ennahdha passa a endurecer sua posição contra os jihadistas. Em 18 de maio de 2013, o chefe de governo da Tunísia, Ali Larayedh, acusou pela primeira vez o Ansar al-Sharia de estar "ligado ao terrorismo". No dia seguinte, uma reunião do Ansar al-Sharia ocorreu em Kairouan, apesar da proibição governamental. A situação deteriora-se em Kairouan e em Túnis, os confrontos com as forças policiais deixam um morto e vários feridos, enquanto 300 salafistas são presos. 
Em 27 de agosto de 2013, Ansar al-Sharia foi oficialmente classificado pelo governo tunisiano como uma "organização terrorista"; Ali Larayedh acusa o grupo de estar ligado à al-Qaeda e de ser responsável pelos assassinatos de Chokri Belaïd e Mohamed Brahmi. No entanto, o assassinato dos dois políticos tunisianos é finalmente reivindicado por Boubaker El Hakim, conforme dito por Abu Mouqatel, um jihadista franco-tunisiano do Estado Islâmico, em um vídeo divulgado em 18 de dezembro de 2014.
Entre 2013 e 2014, o grupo Ansar al-Sharia gradualmente se dissolveu: muitos de seus membros partiram para a Síria ou para a Líbia e ingressaram no Estado Islâmico ou no grupo Ansar al-Sharia da Líbia; o próprio Abu Iyadh encontra refúgio na Líbia. No entanto, alguns combatentes permanecem na Tunísia e se juntam à katiba Okba Ibn Nafaa, o braço tunisiano da al-Qaeda no Magrebe Islâmico comandado por Lokman Abou Sakhr.
Em 29 de julho de 2013, um grupo de militares tunisianos foi emboscado em Sabaa Diar, em Jebel Chambi. Seu caminhão foi metralhado por cerca de trinta jihadistas: oito soldados foram mortos e vários dos cadáveres foram decapitados. Em 1 de agosto, o exército lançou uma ofensiva em Jebel Chambi. Os combates pontuais continuaram durante vários anos, provocando dezenas de mortos em ambos os lados, porém o exército não conseguiu erradicar os jihadistas da montanha.
Em outubro de 2013, o exército atacou um grupo de cerca de vinte jihadistas em Jebel Touayel, matando treze contra duas baixas em suas fileiras. Em 3 e 4 de fevereiro de 2014, um grupo de oito jihadistas foi avistado em Raoued, depois neutralizado pela guarda nacional: sete foram mortos, incluindo seu líder, Kamel Gadhgadhi, e outro foi capturado. Em 28 de março de 2015, Lokman Abou Sakhr, chefe da AQMI na Tunísia, foi morto com oito de seus homens em uma emboscada montada pela Guarda Nacional perto de Sidi Aïch. Em 13 de outubro de 2015, um pastor sequestrado três dias antes foi encontrado morto perto de Kasserine, baleado na cabeça. O assassinato é reivindicado pelo katiba Okba Ibn Nafaa, que acusa o pastor de ser um informante do exército. Este foi o primeiro sequestro seguido por execução de um civil tunisiano pela AQMI na Tunísia.
Em 2015, o Estado Islâmico perpetrou vários atentados: o ataque ao Museu Nacional do Bardo (18 de março de 2015), que deixou 24 mortos, incluindo 21 turistas; o atentado de Sousse (26 de junho de 2015), que deixou 38 mortos em um praia turística; e um ataque em Túnis (24 de novembro de 2015), que mata doze soldados da guarda presidencial. A organização visa principalmente desestabilizar o equilíbrio democrático e econômico do país, tentando destruir o setor de turismo da Tunísia. Em 7 de março de 2016, dezenas de jihadistas entraram na Tunísia pela Líbia e atacaram a cidade de Ben Gardane. O ataque foi sem precedentes na Tunísia, nunca os jihadistas realizaram uma ofensiva dessa magnitude em toda a cidade. Os combates resultaram em treze mortes entre as forças de segurança, sete entre os civis e 49 entre as fileiras do Estado Islâmico. Os atacantes são finalmente repelidos em 10 de março.

## Redução da violência a partir de 2016
A partir de 2015, as autoridades tunisinas registraram progressos no campo do antiterrorismo, graças a melhores equipamentos e maior coordenação entre as forças armadas, a guarda nacional e a polícia nacional, cujos vínculos foram deliberadamente enfraquecidos sob a presidência de Zine el-Abidine Ben Ali, por temer um golpe de Estado ou rebelião. No verão de 2018, o turismo registrou uma forte recuperação.
A violência diminui, contudo continua a abalar ocasionalmente a parte ocidental do país. Em 29 de agosto de 2016, três soldados foram mortos pela explosão de minas durante uma operação contra a AQMI em Jebel Sammama. Em 20 de janeiro de 2018, dois chefes da AQMI - Bilel Kobi, conselheiro próximo de Abdelmalek Droukdel e Hamza Ennimr - foram mortos em Jebel Sammama durante uma operação da Guarda Nacional. Em 8 de julho de 2018, seis guardas nacionais foram mortos por homens da AQMI perto do posto fronteiriço de Ghardimaou.   Em 30 de outubro de 2018, uma mulher-bomba se explodiu no centro de Tunis, na avenida Habib-Bourguiba, ferindo vinte pessoas, incluindo quinze policiais e cinco civis. No dia 27 de junho de 2019, duplo atentado suicida em Tunis, reivindicado pelo Estado Islâmico, causa a morte de um policial e deixa oito feridos.
Em 2 de setembro de 2019, três terroristas, incluindo um emir do katiba Okba Ibn Nafaa, foram mortos pelo exército tunisiano e pela unidade especial da Guarda Nacional durante uma operação conjunta em Haïdra. Em 20 de outubro de 2019, Mourad Chaieb, de Ouf Abou Mouhajer, que havia sucedido seu irmão Lokman Abou Sakhr no comando da Katiba, foi morto a tiros pelas unidades de segurança e militares em Jebel Essif, perto de Kasserine..